# De temporum fine comœdia

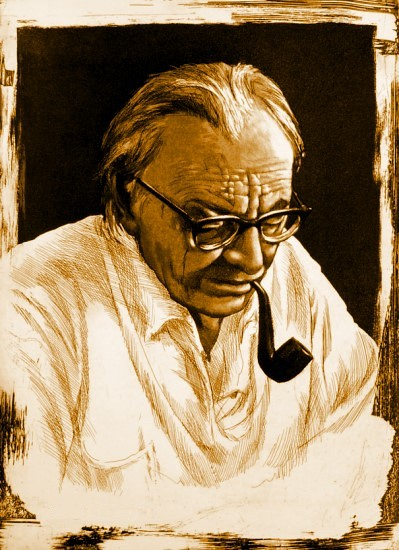
Portrait de Carl Orff.

De temporum fine comœdia (La comédie de la fin des temps) est un "opéra-oratorio" de Carl Orff. Il s'agit de sa dernière œuvre et de celle où il pousse à son paroxysme ses recherches sur le rythme choral, la structure percussive et l'opposition entre polyphonie, homophonie et antiphonie. Le livret est en grec ancien, latin et allemand. L'oeuvre se compose de trois parties : Les Sibylles, Les Anachorètes et Jour de colère.  
L'œuvre fut créée le 20 août 1973 au Festival de Salzbourg (Grosses Festspielhaus) par Herbert von Karajan, avec un aréopage de solistes de renom (dont Christa Ludwig et Josef Greindl). Elle n'est plus que très rarement jouée, en raison de la complexité de son écriture, de la lourdeur de  ses exigences en termes d'effectif, et du caractère peu gratifiant de sa musique extrêmement violente, mais répétitive. 
Ressortent cependant, par opposition et d'autant mieux, deux moments sublimes, car défendant la paix: le triple appel de Satan « Pater, peccavi » (« Père, j'ai péché ») ponctué par des scansions de trompette en sourdine, et le surprenant canon final pour violes de gambe (alto, contralto, ténor, basse). Sur la partition figurent ces mots, en latin : "la fin de toutes choses sera l'oubli de toutes les fautes". 
Entre1977 et 1979, le compositeur retravaille l'œuvre, qui est donnée en 1980 à Munich en version de concert, sous la direction de Rafael Kubelík et, après de nouvelles modifications en vue de l'édition de la partition en 1981, une dernière version scénique est donnée en 1994 à Ulm. Cette oeuvre n'a été donnée que dans des pays germainiques, à l'exception d'une représentation à Moscou en 2007. En 2022, le festival de Salzbourg a donné la version de 1981 dans une mise en scène de Romeo Castellucci et avec la direction musicale de Teodor Currentzis.

## Discographie
Tomowa-Sintow, Ludwig, Schreier, greindl, Kölner Rundfunk Chor, RIAS Kammerchor, Tölzer Knabenchor, Kölner Rundfunk-Sinfonie Orchestre, von Karajan, 1974, Deutsche Grammophon